# Piedra Ancha, Hidalgo
Piedra Ancha är en ort i Mexiko.   Den ligger i kommunen Pisaflores och delstaten Hidalgo, i den sydöstra delen av landet, 200 km norr om huvudstaden Mexico City. Piedra Ancha ligger 770 meter över havet och antalet invånare är 154.
Terrängen runt Piedra Ancha är varierad, och sluttar österut. Runt Piedra Ancha är det tätbefolkat, med 476 invånare per kvadratkilometer. Närmaste större samhälle är Tamazunchale, 15,6 km öster om Piedra Ancha. I omgivningarna runt Piedra Ancha växer i huvudsak städsegrön lövskog.